# Elżbieta Bieńkowska
Elżbieta Ewa Bieńkowska, geboren als Elżbieta Moycho (Poolse uitspraak: [ɛlʐˈbʲiɛta bʲiɛɲˈkɔfska]; Katowice, 4 februari 1964), is een Poolse politica. Tussen november 2013 en september 2014 was ze vicepremier van Polen in het kabinet van Donald Tusk. Bieńkowska legde haar functie als minister en vicepremier neer om als Europees commissaris te gaan werken. Van 1 november 2014 tot 30 november 2019 was zij werkzaam als Europees commissaris voor de Interne Markt, Industrie, Ondernemerschap en Midden- en Kleinbedrijf.
Bieńkowska was minister van Regionale Ontwikkeling in het kabinet van Donald Tusk. Ze bekleedde deze positie van 16 november 2007 tot 27 november 2013. Op 27 november 2013 werd ze benoemd tot vicepremier. Naast haar werkzaamheden als vicepremier was ze ook minister van Infrastructuur en Ontwikkeling.

## Onderwijs
Bieńkowska studeerde in 1989 af aan de Jagiellonische Universiteit met een master in oosterse filologie. Ze behaalde ook een diploma aan de Nationale School voor Bestuurskunde en ontving een Master of Business Administration van de Hogeschool voor Economie in Warschau.

## Carrière
Bieńkowski werd in 1999 hoofd van de afdeling Economie van de gemeente Katowice. Ze werkte daar aan de bevordering van regionale contacten. Later dat jaar werd ze benoemd tot hoofd van de afdeling Regionale Ontwikkeling van het Woiwodschap Silezië, wat ze tot 2007 zou blijven.
Bij het aantreden van Donald Tusk in november 2007 werd Bieńkowska aangesteld als minister van Infrastructuur en Ontwikkeling. In 2013 volgde ze Jacek Rostowski op als vicepremier. Op 10 september 2014 werd Bieńkowska benoemd tot Europees commissaris voor de Interne Markt, Industrie, Ondernemerschap en Midden- en Kleinbedrijf. Ze verwierf daarmee een van de belangrijkste posten binnen de commissie.

## Onderscheidingen
- 2012 - Commandeur in de Orde van Verdienste van het Koninkrijk Noorwegen
- 2014 - Gouden medaille wegens verdiensten op het gebied van de brandbestrijding[2][3]